# 贾森·卡菲
贾森·安德烈·卡菲（英語：Jason Andre Caffey，1973年6月12日—），美国NBA联盟职业篮球运动员。他在1995年的NBA选秀中第1轮第20顺位被芝加哥公牛选中。